# Guaitecas
Guaitecas is een gemeente in de Chileense provincie Aysén in de regio Aysén del General Carlos Ibáñez del Campo. Guaitecas telde 1.843 inwoners in 2017.